# ComSpec
ComSpec (o %COMSPEC%) es una variable de entorno usada en MS-DOS y Microsoft Windows,que normalmente apunta al intérprete de comandos, que de manera predeterminada es COMMAND.COM en MS-DOS, o cmd.exe en Windows NT. ComSpec puede ser mostrada usando las siguientes líneas en el intérprete de comandos (cmd.exe) SET COMSPEC o ECHO %COMSPEC% .
La variable de entorno ComSpec por configuración predeterminada apunta a la ruta completa del intérprete de comandos.
En MS-DOS, ComSpec es el intérprete secundario, el cual puede estar en cualquier lugar del sistema y no necesita ser nombrado específicamente COMMAND.COM. Este también pudo haber sido hecho por una compañía diferente o ser una versión diferente.